# Tarquimpol
Tarquimpol település Franciaországban, Moselle megyében. Lakosainak száma 60 fő (2022. január 1.). Tarquimpol Assenoncourt, Gelucourt, Guermange és Lindre-Basse községekkel határos.

## Népesség
A település népessége az elmúlt években az alábbi módon változott:
| Lakosok száma | 67   | 63   | 65   | 62   | 62   | 61   | 61   | 61   | 60   |
|               | 2013 | 2015 | 2016 | 2017 | 2018 | 2019 | 2020 | 2021 | 2022 |